# Sophie Scheder
Sophie Scheder (n. 7 ianuarie 1997, Wolfsburg, Germania) este o gimnastă ce a reprezentat Germania, medaliată olimpică. A participat la o ediție a Jocurilor Olimpice (2016) în care a câștigat o medalie de bronz.